# Tramwaj konny w Mrozach
Tramwaj konny w Mrozach – wąskotorowa, jednotorowa linia tramwaju konnego, znajdująca się w gminie Mrozy, w powiecie mińskim (województwo mazowieckie). Jedyny czynny tramwaj konny w Polsce.

## Historia

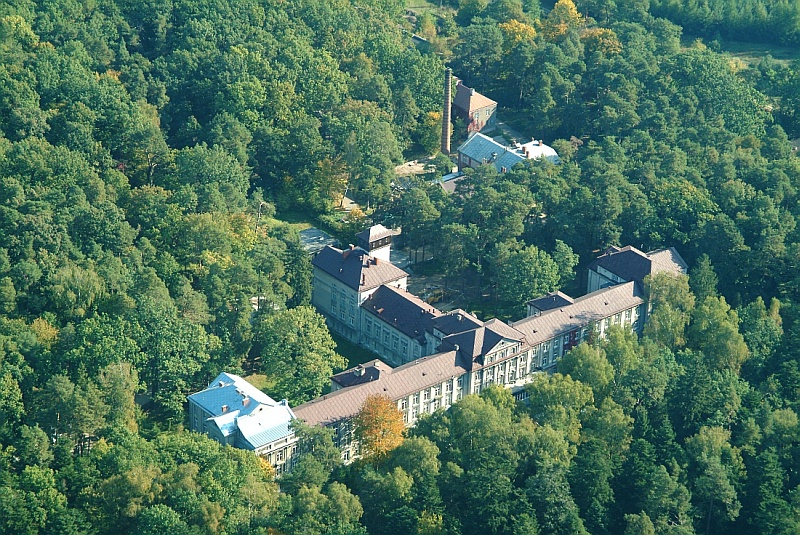
Budynek SSZZOZ w Rudce – widok z lotu ptaka

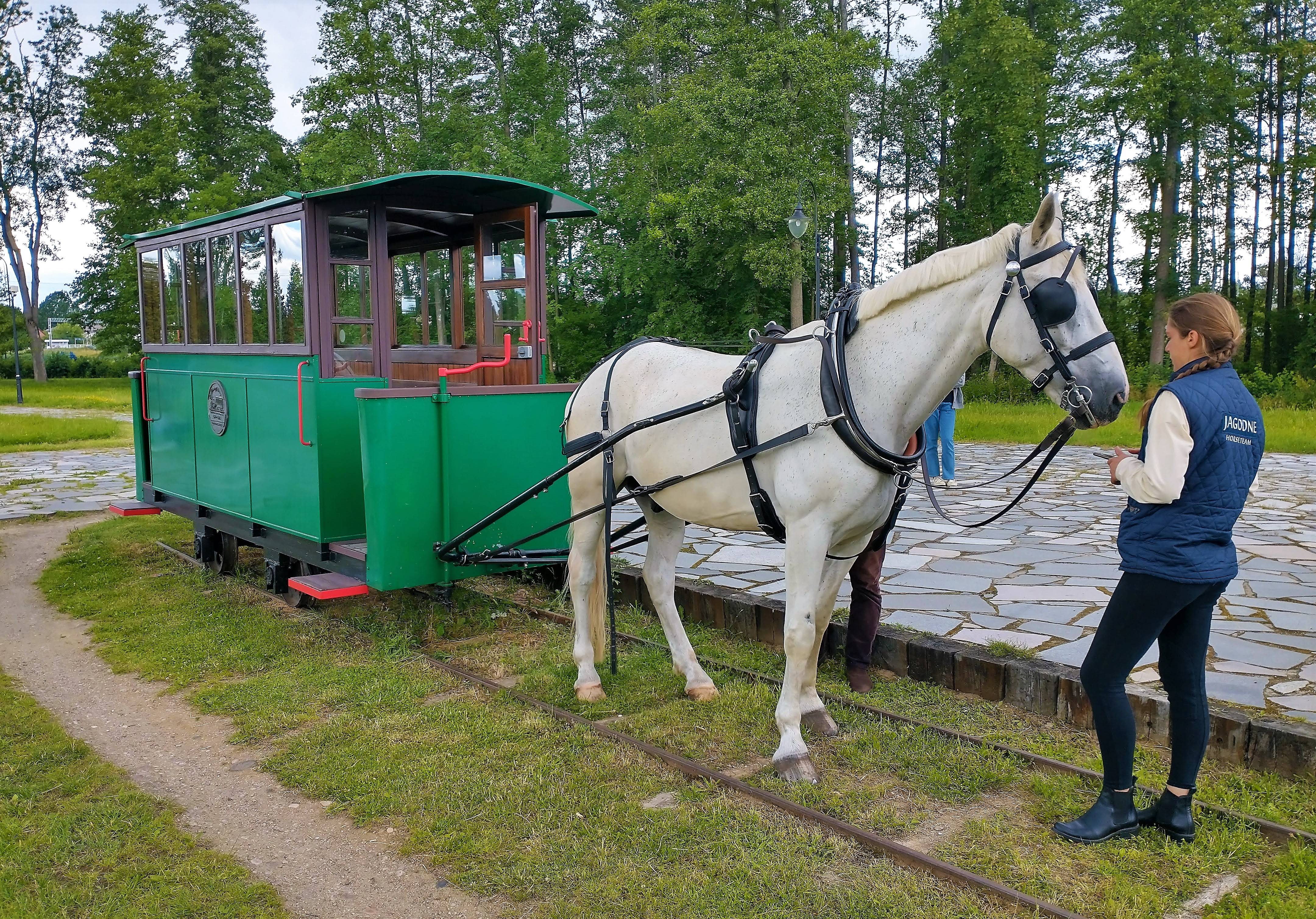
Przystanek tramwaju w Mrozach

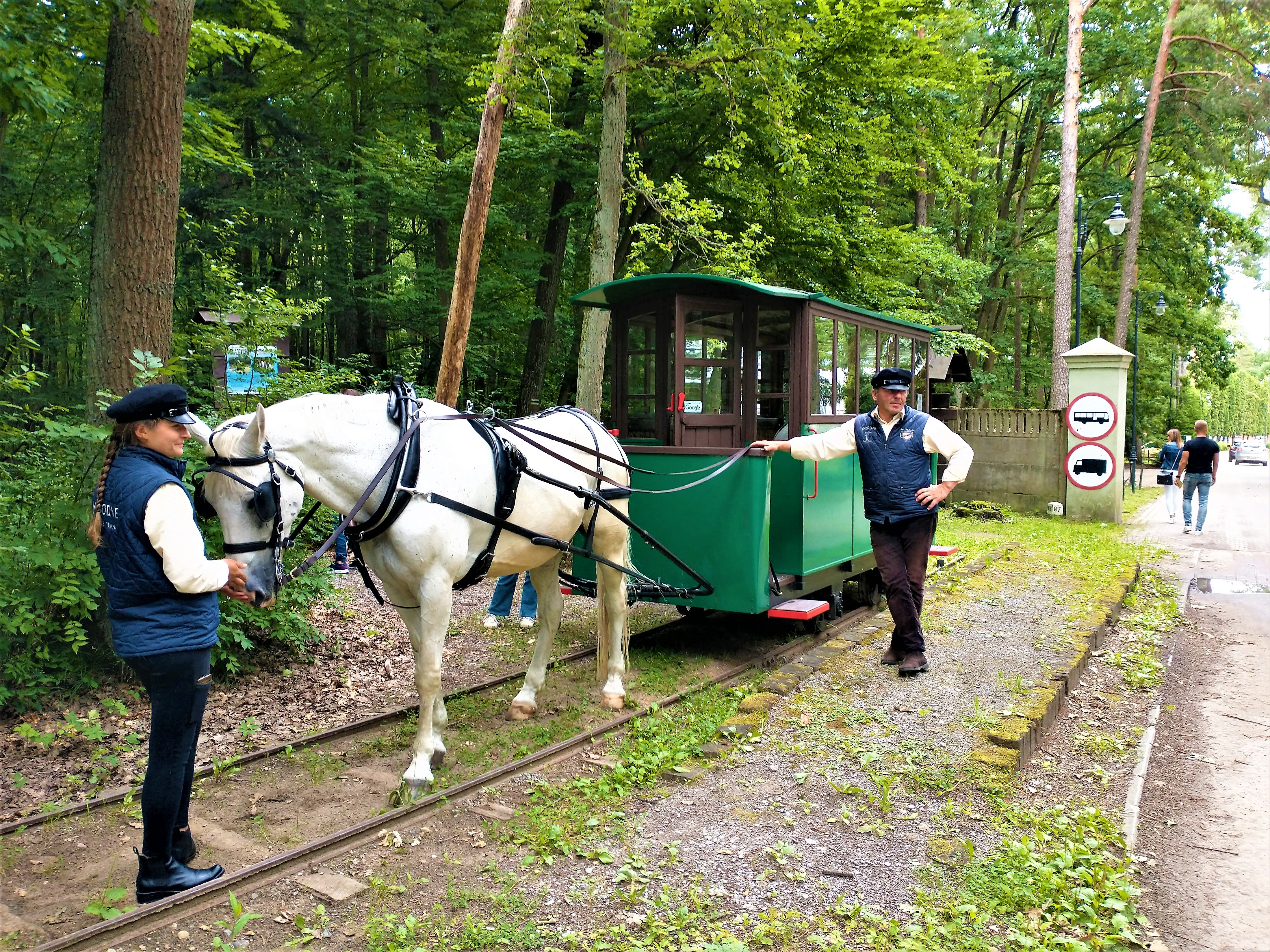
Przystanek tramwaju w Rudce

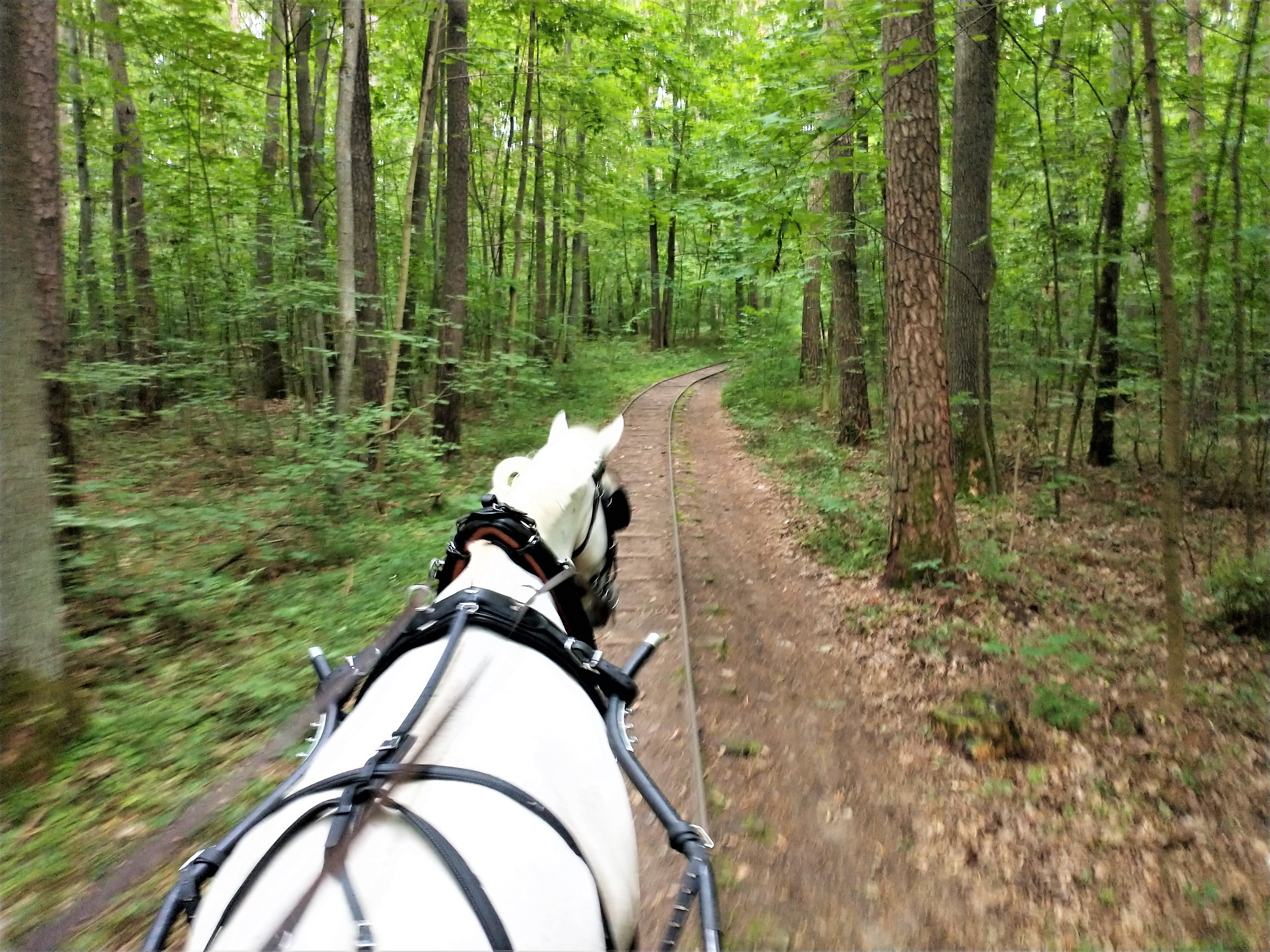
Koń na trasie

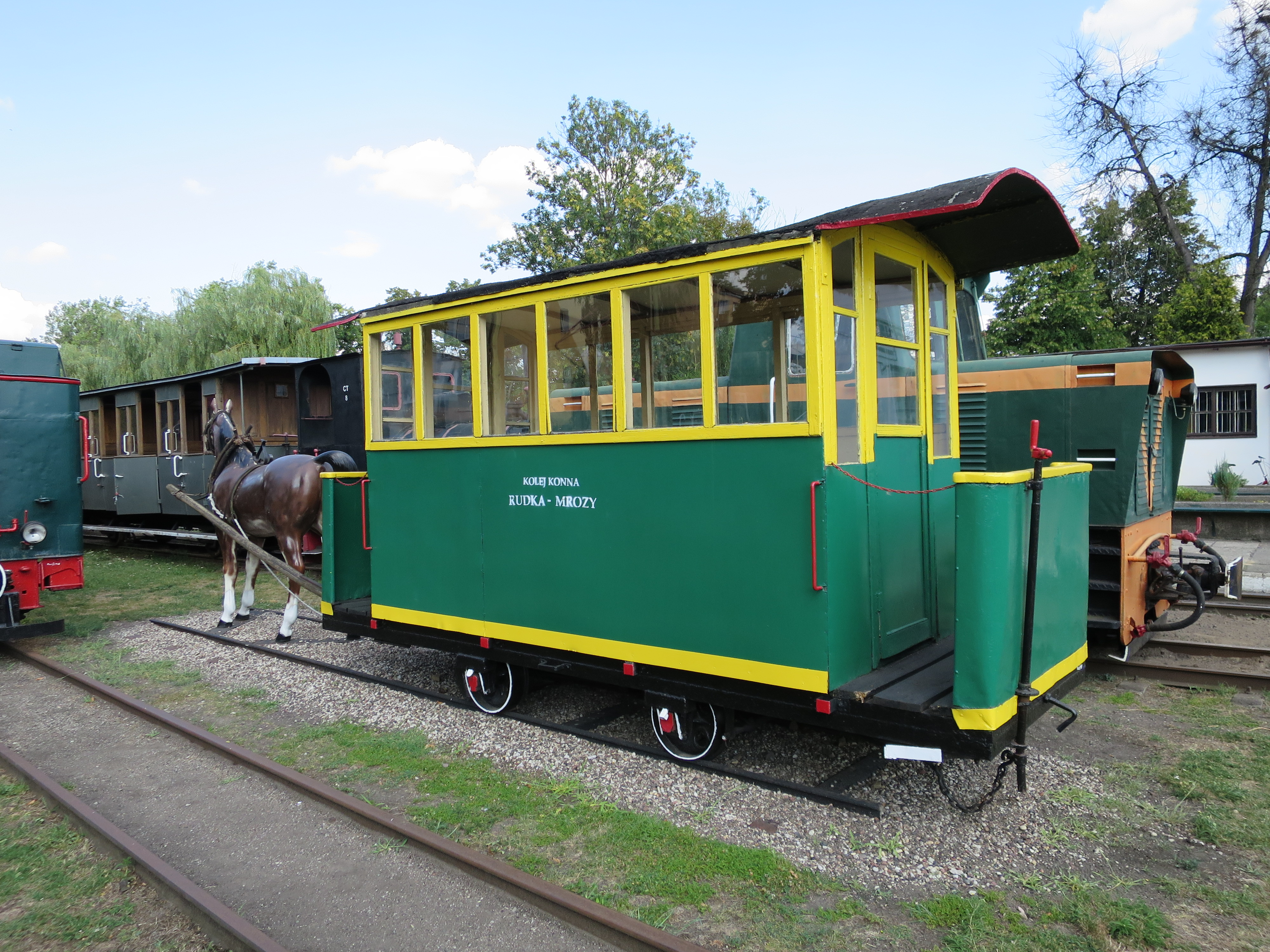
Oryginalny wagon w Muzeum Kolei Wąskotorowej w Sochaczewie

W 1902 Warszawskie Towarzystwo Higieniczne, doceniając walory klimatyczne Mrozów i okolic, podjęło decyzję o wybudowaniu sanatorium do leczenia chorób płuc w Rudce k. Mrozów. Teren budowy znajdował się kilka kilometrów od stacji Kolei Warszawsko-Terespolskiej, na której wyładowywano przywożone pociągiem materiały budowlane. W celu ułatwienia transportu sprzętu do Rudki, położono tory kolejki konnej o prześwicie 900 mm. Odchodziły one od stacji Mrozy i przechodziły przez teren obecnego rezerwatu przyrody. Linia miała długość 2,5 km.
Gdy w 1908 – po 6 latach – zakończono budowę sanatorium, wózki towarowe zastąpiono tramwajem o drewnianej konstrukcji. Przewoził on kuracjuszy, pacjentów, pracowników oraz wczasowiczów. Tramwaj kursował od 29 listopada 1908 do 1967 (do śmierci ówczesnego woźnicy). Był jednym z dwóch takich pojazdów w Europie. Wagon zachował się i jest prezentowany w skansenie kolei wąskotorowych w Sochaczewie. Zachował się również fragment dokumentalnego filmu ukazujący przejazd tramwaju. Lekki tor rozebrano na początku lat 70. i jedyną pozostałością po linii były niewywiezione drewniane podkłady na niektórych odcinkach trasy.

### Reaktywacja
W 2007 Towarzystwo Przyjaciół Mrozów postanowiło reaktywować kolejkę, planując jej otwarcie na 2009. W sierpniu tegoż roku prace przy torowisku nie były jednak rozpoczęte (stała tylko tablica informacyjna z fragmentem torowiska).
Ostatecznie odbudowa tramwaju rozpoczęła się w sierpniu 2011, zaś już pod koniec października zorganizowano dni otwarte, podczas których przewożono pasażerów. Również w sierpniu 2011 ogłoszono przetarg na remont kolejki tramwaju konnego. Roboty torowe kosztowały ok. 450 tys. zł. Na budowę uzyskano dofinansowanie ze środków Unii Europejskiej w wysokości 310 tys. zł. Konieczna była też budowa nowego wagonu. Replikę egzemplarza zachowanego w Sochaczewie wykonał miejscowy artysta Tadeusz Głuszczuk.
Uroczyste otwarcie planowane było na wiosnę, zaś ostatecznie oficjalne otwarcie odbyło się 10 sierpnia 2012. Od tego czasu kolejka kursuje regularnie przez 7 miesięcy w roku na trasie o  długości 1,75 kilometra, tj. nieco krótszej niż pierwotnie, co spowodowane zostało koniecznością odsunięcia peronu wąskiego od normalnotorowego i przeniesienia go do pobliskiego parku. Prześwit toru zrekonstruowanego tramwaju wynosi 1000 mm. Czas jazdy w obie strony wynosi ok. 45 minut. Tramwaj ma sześć miejsc, co powoduje, że zwykle konieczna jest wcześniejsza rezerwacja.
Gmina Mrozy za remont linii tramwaju konnego zdobyła tytuł „Krajowego Lidera Innowacji i Rozwoju 2012”.

### W kulturze masowej
Tramwaj konny w Mrozach wykorzystano w 95. odcinku serialu Ranczo jako nową atrakcję turystyczną gminy Wilkowyje.

## Eksploatacja linii

### Stacje i przystanki
Na trasie znajdują się dwa przystanki, jeden przy Samodzielnym Specjalistycznym Zespole Zakładów Opieki Zdrowotnej w Rudce, a drugi w miejscowości Mrozy.

### Ruch pasażerski
Na trasie jest prowadzony ruch turystyczny. Wzdłuż trasy powstała ścieżka edukacyjna.

### Ruch towarowy
Na początku istnienia linia służyła do przewożenia materiałów budowlanych, na budowę sanatorium w Rudce. Po zakończeniu budowy wstrzymano ruch towarowy.